# Melpomene panamana
Melpomene panamana är en spindelart som först beskrevs av Alexander Petrunkevitch 1925.  Melpomene panamana ingår i släktet Melpomene och familjen trattspindlar.
Artens utbredningsområde är Panama. Inga underarter finns listade i Catalogue of Life.